# Monument la mormântul ostașului căzut în 1941 și în memoria consătenilor căzuți în 1941-1945 (Haragîș)
Monumentul la mormântul ostașului căzut în 1941 și în memoria consătenilor căzuți în 1941-1945 este un monument amplasat în Haragîș, raionul Cantemir, Republica Moldova. Este un monument istoric de importanță națională inclus în Registrul monumentelor Republicii Moldova ocrotite de stat cu nr. 68 (raionul Cantemir). Datează din 1969.